# Janne Körkkö
Janne Körkkö, född 1981 i Uleåborg i Finland, är en finländsk fotojournalist.
Janne Körkkö utbildade sig till fotojournalist 2004–2008 på Lapplands Yrkeshögskola i Uleåborg. Janne Körkkö har fotograferat bland annat för New York Times.
Han fick 2019 brittiska Gomma Magazines Gomma Grant för bästa dokumentärfotoserie i färg för Night River, som är ett fotoreportage med Ijo älv i Lappland, samt den tidigare finländska kommunen Överijo, i centrum. Flodens och ortens namn anspelar på samiska ’ijje’, som betyder 'natt'. Orten  Yli-Ii är en ort som enligt Körkkö är på väg att försvinna.